# Локалита Монтањола (Матера)
Локалита Монтањола (итал. Località Montagnola) је насеље у Италији у округу Матера, региону Базиликата.
Према процени из 2011. у насељу је живело 336 становника. Насеље се налази на надморској висини од 585 м.